# 조지프 P. 케네디
조지프 패트릭 "조" 케네디 1세(Joseph Patrick "Joe" Kennedy, Sr., 1888년 9월 6일 ~ 1969년 11월 18일)는 미국의 기업인이자 정치인이다. 제35대 대통령 존 F. 케네디의 부친으로, 미국 최고의 정치 명문가문으로 유명한 케네디 가문의 기반을 다진 인물로 알려져 있다.

## 경력

### 은행장
매사추세츠주 보스턴의 아일랜드계 집안에서 태어났다. 그의 조부가 아일랜드에서 미국으로 이민왔을 때는 매우 가난했지만 차츰 기반을 다져 나가면서 그의 부친 P. J. 케네디는 성공한 사업가가 되었고, 매사추세츠 주의회 의원으로 재직하기도 했다. 조지프 패트릭은 이러한 집안에서 비교적 유복하게 성장했지만 당시 미국 사회에서 아일랜드계 로마 가톨릭 교회 신자가 갖는 한계를 느끼고 이를 깨고 더 높은 자리에 오르고자 하는 야망을 갖게 되었다. 1912년 하버드 대학교를 졸업했으며, 그 다음 해 빌린 돈으로 파산 직전인 지방 은행을 사들여 20대 중반의 나이에 은행장이 되었다. 조지프는 자신이 사들인 은행을 다시 살림으로써 금융계의 주목을 받았으며, 1914년 보스턴 시장 존 F. 피츠제럴드의 딸인 로즈 피츠제럴드와 결혼함으로써 정계에도 인맥을 쌓고자 했다. 부부는 9명의 자녀들을 두게 된다. 

### 정치진출
1920년대에는 증권계에 종사하며 많은 재산을 모았고, 영화사업과 부동산 투자로 재산을 더욱 불렸다. 1920년대 말, 미국의 대표적인 부자 중 한 사람이 되었다. 이와 함께 민주당에 많은 정치자금을 대며 정계에서도 영향력을 확대했다. 프랭클린 루스벨트 대통령과도 인연을 맺어 그의 행정부에서 1934년 신설된 증권거래위원회 초대 회장으로 임명되어 활동했으며, 1938년 ~ 1940년에는 주 영국 대사로 재직했다. 아일랜드계가 미국의 주영 대사로 재직하게 된 것은 획기적인 사건이었다.

### 교육
이러한 활발한 활동과 많은 재산으로 그 자신이 직접 선출직 정치인에 도전할 수도 있었지만, 주가 조작이나 금주법 시대의 주류 밀매 등 투명하지 못한 재산 형성 과정과 복잡한 사생활이 문제가 될 것을 우려하여 그 꿈을 접었으며, 대신 자신의 아들들에게 그 야망을 이루도록 했다. 그의 4명의 아들은 엄격한 교육을 받았고 서로 경쟁심을 유발시키며 꿈을 키우도록 했다. 그는 고립주의자로 미국이 외국의 전쟁에 개입하는 것에 부정적인 입장이었으나, 아들들이 정치적으로 성공하려면 전쟁에 참여하는 것이 유리하다고 생각하여 장남 조와 차남 존이 제2차 세계대전에 참전하도록 했다. 그러나 가장 기대했던 장남 조가 전사하여, 그의 기대는 차남 존에게 모아졌다. 존은 전쟁이 끝난 후 1946년 불과 29세의 나이에 연방 하원의원 선거에 출마, 그의 막대한 자금 지원을 받으며 당선되었고, 이후 계속하여 그의 지원을 받아 정치인으로 승승장구하여 마침내 1960년 대통령에 당선되게 된다. 3남인 로버트도 1950년대에 그의 알선으로 상원의 위원회에서 일할 수 있었고, 존이 대통령이 된 후 법무부 장관이 되었다.

### 죽음
아일랜드계로 아들이 최고의 자리에 오르는 데 큰 영향력을 행사한 인물로 자신의 꿈을 아들이 대신 이루는 모습을 지켜보았으나, 1961년 말, 뇌경색을 일으킨 후 건강이 크게 악화되었다. 1963년 존이 암살되었을 때에는 거동을 제대로 하지 못할 정도로 쇠약해진 상태였다. 이후 자신이 직접 영향력을 행사하지는 못했으나, 차남 로버트는 유력 정치인으로 성장했으며, 막내 에드워드도 상원의원으로 활발한 정치활동을 했다. 1968년 로버트가 대통령 출마 선언을 하며 그의 또다른 아들이 다시 대통령에 도전했으나, 로버트도 암살당했고 그 다음해인 1969년 81세로 세상을 떠났다.

## 가족 관계
- 부인 : 로즈 케네디
  - 장남 : 조지프 P. 케네디 주니어
  - 차남 : 존 F. 케네디
  - 며느리 : 재클린 케네디 오나시스
    - 손녀 : 아라벨라 케네디
    - 손녀 : 캐럴라인 케네디
    - 손자 : 존 F. 케네디 주니어
    - 손자 : 패트릭 부비에 케네디

  - 장녀 : 로즈마리 케네디
  - 차녀 : 캐슬린 애그니스 케네디
  - 삼녀 : 유니스 케네디 슈라이버
  - 사녀 : 패트리샤 케네디 로퍼드
  - 삼남 : 로버트 F. 케네디
  - 오녀 : 진 케네디 스미스
  - 사남 : 에드워드 M. 케네디

## 같이 보기
- 케네디가의 저주
- 케네디가